# Cnemidochroma phyllopus
Cnemidochroma phyllopus är en skalbaggsart som först beskrevs av Guérin-Méneville 1844.  Cnemidochroma phyllopus ingår i släktet Cnemidochroma och familjen långhorningar.
Artens utbredningsområde är:
- Paraguay.
- Uruguay.

Inga underarter finns listade i Catalogue of Life.